# Papa Ioan al XII-lea
Papa Ioan al XII-lea (n. 937 d.Hr., Roma, Statele Papale – d. 14 mai 964 d.Hr., Roma, Statele Papale) a fost papă al Romei din 16 dec. 955 până la demisia lui pe 4 dec. 963. Pe de o parte, Ioan este considerat singurul papă care a obținut această funcție ca adolescent, pe de o altă parte a fost primul pontif care a uns un rege german împărat.
Fiul Maroziei, contele Alberic al II-lea de Spoleto a avut grijă în 955 să fie ales papă fiul său Octavian la vârsta de numai 16 ani (după alte surse ar fi avut 18 ani). Istoricul contemporan Liutprand de Cremona - un episcop - scrie de un șir de crime comise de el: omucidere, mutilări, adulter, incest (cu cele două surori ale sale), simonie, pasiunea vânătorii și a jocurilor, sperjur și blasfemie.
În 961 l-a chemat pe regele german Otto I să-l ajute împotriva lui Berengar al II-lea de Italia. Drept răsplată, l-a încoronat împărat în 962. Otto la rându-i i-a garantat în schimb integritatea Statului Papal ("Privilegium Ottonianum"). Ioan a tolerat politica bisericească a lui Otto (sistemul ottonian-salic al Bisericii Imperiale). La alegerea papei și Otto a beneficiat de dreptul să-și prezinte punctul de vedere. Însă, cu ceva timp după aceea, Ioan s-a dezis de împărat așa că Otto I. a convocat în dec. 963 un sinod care l-a demis pe Ioan al XII-lea pentru motivul de "nedemnitate". A fost numit papa Leon al VIII-lea care s-a dovedit de a fi prea slab față de pontiful netrebnic Ioan.
Papa Ioan al XII-lea a avut parte de o moarte violentă. Dacă  o credem pe relatarea cea mai cunoscută, (este însă doar una din mai multe), atunci a fost omorât cu un ciocan de către un soț înșelat tocmai în timp ce făcea amor cu nevasta acestuia, o romană nobilă. După decesul lui Ioan, acoliții lui l-au ales papă pe Benedict al V-lea.
Literatură:
■ Lexikon des Mittelalters, München 2002: vol. V, pag. 541
■ Georg Kreuzer: Johannes XII. (Papst). În: Biographisch-Bibliographisches Kirchenlexikon (BBKL), vol. 3, Herzberg 1992, ISBN 3-88309-035-2
■ Hans Kühner: Lexikon der Päpste (p. 121)

Linkuri:
■ Literatur von und über Johannes XII. (Papst) În: Katalog der 
Deutschen Nationalbibliothek
■ Genealogie Mittelalter (germ.)